# Фельтьенс, Йозеф
Йозеф Фельтьенс (нем. Joseph Veltjens; 2 июня 1894 — 6 октября 1943) — германский лётчик-истребитель, один из лучших асов Первой мировой войны с 35 сбитыми самолётами противника, кавалер ордена «Pour le Mérite», участник войны в Испании и участник Второй мировой войны.

## Биография

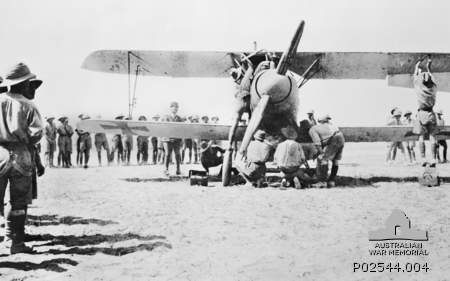
Albatros D 5

Йозеф Фельтьенс родился 2 июня 1894 года в Гельдерне в земле Северный Рейн-Вестфалия. Обучался в гуманитарной гимназии в Берлине, затем продолжил обучение в Технической школе в Шарлоттенбурге по курсу машиностроения с упором на двигатели внутреннего сгорания. С началом войны 3 августа 1914 года добровольно поступил в гвардейский Императрицы Августы полк № 4, а 7 августа уже был отправлен на фронт. Служил водителем автомобиля. Продолжил службу в лейб-гренадерском полку № 8, а затем был направлен в автоколонну 8-го корпуса, где его вскоре повысили в звании до вице-фельдфебеля.
В конце 1915 года он был переведён в авиацию, 2 декабря окончил первый курс обучения в Йоханнистале (район Берлина), а 15 декабря сдал все лётные экзамены. По окончании школы был отправлен на фронт во время Рождества. Прибыл на аэродром города Тернье. 10 мая 1916 года он был определен в FA 23, где он получил производство в офицеры за мастерство при выполнении разведывательных заданий. Принимал участие в Битве на Сомме.
В марте 1917 года переведён к капитану Рудольфу Бертольду в Jagdstaffel 14, где одержал 5 побед. В августе 1917 года переведен в Jasta 18, воевавшую во Фландрии. 2 марта 1918 года возглавил Jasta 18. Вскоре был награждён Рыцарским крестом с мечами Королевского дома Гогенцоллернов. После ранения капитана Рудольфа Бертольда временно исполнял обязанности руководителя Jagdgeschwaders. Лейтенант Фельтьенс 11 августа 1918 года награждён орденом Pour le Mérite за одержанные 22 победы. В августе 1918 года снова переведён в Jasta 15, где пролетал на Fokker D. VII до конца войны. Фельтьенс во время войны летал на истребителях-бипланах «Альбатрос», «Фоккер», «Сименс-Шуккерте D.III». У Фельтьенса была своя персональная эмблема, которая украшала его самолёты — большая оперённая стрела на фюзеляже. К концу войны одержал 35 побед в воздушных боях.
После войны был демобилизован в город Галле (Саксония-Анхальт). Участвовал во Фрайкоре, занимаясь вопросами бронированной техники. Участвовал в штурме Бремена и был ранен тремя выстрелами. В боях со спартаковцами был трижды ранен. Занимался торговлей оружием.
Йозеф Фельтьенс был личным другом Германа Геринга. После первой мировой войны вступил в нацистскую партию. Вышел из неё в 1931 году из-за личных отношений с Гитлером. Во время Гражданской войны в Испании занимался поставкой оружия, боеприпасов и техники армии Франко. В августе 1936 года занимался загрузкой парохода для Легиона «Кондор». 14 августа 1936 года поставил Эмилио Мола шесть самолетов Heinkel He 51. Организовывал перевозку добровольцев для армии Франко.
Полковник Йозеф Фельтьенс был одним из основоположников возрождения Военно-воздушных сил Германии. Уполномоченный лично Германом Герингом, он занимался взаимодействием с правительством Финляндии по вопросам организации размещения немецких войск с 8 июня 1941 года в Лапландии с целью использования финской территории в качестве плацдарма для наступления на СССР, а также по вопросам использования балтийского порта Кеми как тыловой базы и постоянного размещения авиации на аэродроме Петсамо (Печенга).
Йозеф Фельтьенс погиб 6 октября 1943 года при полете в Милан, куда он летел на переговоры с Бенито Муссолини о переводе золотых запасов Италии в связи с планируемой высадкой союзников на Сицилию и в Италию. Перед вылетом его предупредили о возможности перехвата его самолёта в Италии. В связи с этим полёт выполнялся на малой высоте. При полёте в Апеннинских горах лётчик самолёта Junkers Ju 52 ошибся в пилотировании и самолёт врезался в гору. Все пассажиры и члены экипажа погибли. В живых остался только радист, который получил серьёзные травмы и сумел выбраться из горящего самолета.
Останки Йозефа Фельтьенса были перевезены в Любек, где и были похоронены на местном кладбище.

## Награды
- Железный крест 2-го  и 1-го класса (Королевство Пруссия)
- Королевский орден Дома Гогенцоллернов рыцарский крест с мечами (14 июля 1917)
- Pour le Mérite (16 августа 1918)
- Орден Альбрехта рыцарский крест 2-й степени с мечами (Королевство Саксония)
- Нагрудный знак «За ранение»
- Знак военного летчика (Пруссия)